# Carlo Martini

Erzbischofswappen von Carlo Martini

Carlo Martini (* 1. Oktober 1913 in Fontanafredda, Italien; † 16. Juli 1986) war ein italienischer römisch-katholischer Geistlicher und Erzbischof von L’Aquila.

## Biografie
Martini empfing am 4. Oktober 1936 durch den Bischof von Piacenza, Ersilio Menzani, das Sakrament der Priesterweihe und war anschließend als Priester in Piacenza tätig. Später trat er in den diplomatischen Dienst des Heiligen Stuhls ein und wurde zunächst am 25. Mai 1958 Apostolischer Nuntius in Paraguay sowie am 5. Oktober 1961 zum Titularerzbischof pro hac vice von Abari ernannt. Als solcher empfing er am 29. Oktober 1961 durch den Sekretär der Kongregation für die außerordentlichen kirchlichen Angelegenheiten, Antonio Samorè, die Bischofsweihe; Mitkonsekratoren waren Antonio Bergamaschi, Bischof von Montefeltro, und Artemio Prati, Bischof von Carpi.
Zwischen dem 29. November 1963 und dem 5. August 1967 war er Apostolischer Nuntius auf den Philippinen sowie Konzilsvater während der zweiten Sitzungsperiode des Zweiten Vatikanischen Konzils von September bis Dezember 1963. Nachdem er am 5. August 1967 Apostolischer Nuntius in Chile wurde, erfolgte am 6. Juli 1970 seine Berufung zum Apostolischen Delegaten in Mexiko. Während dieser Zeit spendete er im August 1971 Adolfo Antonio Suárez Rivera die Bischofsweihe.
Zuletzt wurde er am 2. Juni 1973 zum Erzbischof von L’Aquila ernannt und übte dieses Amt mehr als zehn Jahre bis zu seinem Rücktritt am 31. Dezember 1983 aus.